# José Jiménez Inguanzo
José Jiménez Inguanzo (o Ximenes Iguanzo) fue un militar, matemático y topógrafo oriundo de España, que afincado en territorio del Virreinato del Río de la Plata tuvo participación en la lucha contra las Invasiones Inglesas y se convirtió en vecino destacado de Cuyo.

## Biografía
El expiloto de la Real Armada y topógrafo se radicó en la Punta de San Luis, Intendencia de Cuyo, donde desde 1782 se desempeñó como el último Subdelegado de Real Hacienda y Guerra de dicha Intendencia y profesor de matemáticas, siendo también responsable de levantar planos del territorio o destinados a obras públicas en sus ciudades (el Cabildo de San Luis, hospital de San Juan, etc.).
En 1805 revistaba como segundo de los Voluntarios de Caballería por lo que al producirse las Invasiones Inglesas el siguiente año fue enviado al frente del contingente de la Punta de San Luis.
Tras la reconquista, el 14 de agosto pasó revista en Cruz Alta (Córdoba) a los oficiales y soldados que regresaban de Buenos Aires.
En 1810, con el grado de teniente coronel, era comandante de armas de San Luis y con más de treinta años de residencia, ciudadano prominente de la pequeña ciudad, casado con una mujer puntana, Rafaela Lucero, y con hijos y nietos nacidos en la ciudad.
Producida la revolución del 25 de mayo y la temprana adhesión de San Luis dispuesta por su Cabildo el 13 de junio, se mantuvo partidario de la causa del Consejo de Regencia mientras que su hijo José Gregorio Jiménez se convertía en uno de los primeros adherentes del movimiento juntista y, finalmente, emancipador.
José Jiménez Inguanzo "sin medios para hacer efectiva su autoridad y temeroso de una agresión a su persona desapareció de San Luis". marchando a la provincia de Córdoba, donde fue tomado prisionero por el comandante de la Primera expedición auxiliadora al Alto Perú Francisco Ortiz de Ocampo y remitido bajo custodia del sargento mayor Juan Pereda a Buenos Aires junto al coronel Santiago Cerro y Zamudio y al guardia José González.
En agosto de ese año estaba nuevamente en San Luis, tranquilo y respetado por sus vecinos. El 18 de ese mes figura entre los primeros contribuyentes del pueblo, aportando 10 pesos para costear la dieta del diputado ante la Junta Marcelino Poblet.